# パウロ・ベント
パウロ・ベント（Paulo Bento, 1969年6月20日 - ）は、ポルトガル・リスボン県リスボン出身の元サッカー選手、指導者。
2010年から2014年までポルトガル代表監督、2018年から2022年まで韓国代表監督を務めた。現役時代のポジションは守備的ミッドフィールダーでタックル能力や運動量に優れていた。

## 選手経歴

### クラブ
ポルトガルの首都リスボンに生まれ、CFエストレラ・アマドーラ、ヴィトーリアSC、SLベンフィカなどポルトガル国内のクラブでプレーした後、スペイン・リーガ・エスパニョーラのレアル・オビエドでも4年間プレーし、プリメーラ・ディビシオン（1部）残留に貢献した。2000年に母国のスポルティングCPに移籍し、そこで選手生活を終えた。ジョアン・ピントやマリオ・ジャルデウなどスター選手揃いのスポルティングCPでは2001-02シーズンにスーペル・リーガとタッサ・デ・ポルトガルの2冠を達成した。まだ駆け出しの選手だったリカルド・クアレスマやクリスティアーノ・ロナウドの面倒を熱心に見ており、ロナウドには特に慕われた。

### 代表
1992年1月15日のスペイン戦 (0-0) でポルトガル代表デビューした。2000年のUEFA EURO 2000ではアベル・シャヴィエルやヌーノ・ゴメスなどとともにプレーし、最終的にフランスに敗れたが準決勝に進出した。2002年には2002 FIFAワールドカップに出場し、韓国戦 (0-1) が代表でのラストゲームとなった。

## 指導者経歴

### スポルティングCP

#### 2006-07シーズンまで
2004年に35歳で現役引退した後、スポルティングCPの下部組織のチームの監督に就任すると、初年度の2004-05シーズンにはジュニア世代で全国優勝を成し遂げた。2005-06シーズン途中にトップチームのジョゼ・ペセイロ監督が解任されたため、指導者歴1年のベントがトップチームの監督に昇格するという決断が下され、18歳だったナニを就任直後の試合でトップチームデビューさせるなど、チームに新しい風を吹き込んだ。シーズン終了後に知名度のある監督を呼び寄せるまでの繋ぎの役目にすぎないと揶揄する声も聞かれ、就任直後は低調な成績だったが、シーズン後半戦には10連勝という成績を収め、優勝したFCポルトに迫った。2006-07シーズンはユースチームの監督時代の教え子を次々とトップチームに昇格させ、ナニ、ジョアン・モウティーニョ、ミゲル・ヴェローゾなどが期待の若手として注目を浴びた。最終節までリーグ優勝を争ったが、FCポルトに勝ち点1差で優勝を逃した。タッサ・デ・ポルトガルでは決勝でCFベレネンセスを1-0で破って優勝し、トップリーグの指導者として初めてのタイトルを獲得した。

#### 2007-08シーズン
2007年6月、クラブとの契約を2年延長した。2007年夏の移籍期間にはロドリゴ・テージョ、マルコ・カネイラなど守備陣の主力がチームを離れ、守護神のリカルド・ペレイラもレアル・ベティスへと旅立った。シモン・ヴクチェヴィッチ、マラト・イズマイロフ、ヴラディミル・ストイコヴィッチなど、東欧の選手を中心に補強してシーズン開幕を迎えたが、スーペルタッサ・カンディド・デ・オリベイラではリーグ王者のFCポルトに1-0で勝利し、幸先の良いスタートを切った。2007-08シーズンはFCポルトがスポルティングCPに勝ち点14差を付けて独走優勝したが、ベントはチームをUEFAチャンピオンズリーグ出場圏を獲得できる2位に導いた。シーズンのほとんどを3位以下で過ごしていたが、シーズン終盤でSLベンフィカとヴィトーリアSCを振り切り、3シーズン連続で2位フィニッシュした。UEFAチャンピオンズリーグ本選出場権を3シーズン連続で獲得するのはクラブにとって前例のないことだった。このシーズン、ベントは国内リーグよりも国内カップであるタッサ・デ・ポルトガルのタイトル獲得に力を入れ、決勝でFCポルトに2-0で勝利して優勝した。リーグ戦ではホームの15試合で12勝3分という成績を挙げ、1986-87シーズン以来となるホーム無敗の記録を樹立した。タッサ・デ・ポルトガルで2連覇したのは1974年（1972-73・1973-74シーズン）以来であり、3シーズン連続して2位以内でシーズンを終えたのは1962年以来であった。タッサ・デ・ポルトガルを2シーズン連続で獲得した監督は過去に3人（ジャノス・ビリ、ジョン・モルティモア、ホセ・マリア・ペドロート）しかおらず、38歳にしてポルトガルサッカーの歴史に名を刻むことになった。

#### 2008-09シーズン
2008年夏、ポルトガルのディアリオ・デ・ノティシアス紙は、スペインのレアル・ベティスがエクトル・クーペル監督の後任としてベントの招聘を検討していると報じた。2008年7月15日、イギリスのザ・サン紙とデイリー・テレグラフ紙は、ポルトガル代表監督に就任するカルロス・ケイロスアシスタントコーチの後任として、マンチェスター・ユナイテッドFCがベントの登用を計画していると報じた。ベントはすぐに噂を否定し、スポルティングCPにとどまる意思を主張した。2008年夏には新たに何人かの新戦力を獲得する資金を与えられ、FCポルトにエルデル・ポスティガを放出してファビオ・ロッケンバックとM・カネイラを獲得した。さらに、レンタルで加入していたイスマイロフとレアンドロ・グリミを完全移籍で獲得し、他クラブから関心を示されていたモウティーニョとヴェローゾの引き留めに成功した。
2008年8月16日、スーペルタッサ・カンディド・デ・オリベイラでFCポルトに2-0で勝利し、幸先の良いスタートを切った。厳しい批判にもかかわらずチームに残した選手のひとりであるルイ・パトリシオは、この試合のキープレーヤーのひとりとなり、後半にはルイス・ゴンサレスのPKをセーブするなどの活躍を見せた。この勝利はFCポルトのジェズアウド・フェレイラ監督が2007年と2008年のスーペルタッサ、2008年のタッサ・デ・ポルトガルで記録した勝利とよく似ており、ベントの株を上げた。さらに、スーペルタッサ2連覇はクラブ史上初めての出来事であった。獲得したトロフィーの数ではクラブのレジェンドであるJosef Szabo監督に次ぐクラブ歴代2位となり、彼の指揮下で4つもの銀杯をスポルティングCPのトロフィールームに加えたため、Papa-Taças（カップ戦コレクターの意味）の愛称を得た。2008-09シーズンのUEFAチャンピオンズリーグではグループリーグ4節で4勝2敗で首位のFCバルセロナに勝ち点1差に迫り、クラブ史上初めて決勝トーナメント進出を決めた。決勝トーナメント1回戦ではバイエルン・ミュンヘンと対戦したが、ファーストレグは0-5、セカンドレグは1-7で敗れ、同大会決勝トーナメントの最大得点差記録を更新する2試合合計1-12で大敗した。この大敗はファンの間にベントに対する不満を呼び起こし、とりわけ退屈な試合内容に不満が続出した。リーグ戦では序盤戦は調子が上がらなかったが、しり上がりに調子を挙げ、最終的には優勝したFCポルトに勝ち点4差の2位でシーズンを終えた。タッサ・デ・ポルトガルでは決勝でSLベンフィカと対戦し、PK戦の末に敗れて準優勝に終わった。解任を求める声は会長選挙が行われたシーズン終了まで続いたが、会長選挙に勝利したジョゼ・エドゥアルド・ベッテンコート会長はベントを支持し、2年の契約延長で合意した。

#### 2009-10シーズン
2009年夏の新加入選手はマティアス・フェルナンデスやフェリペ・カイセドなど数人にとどめ、チームの基盤維持に努めた。しかし、UEFAチャンピオンズリーグでは本選出場プレーオフでACFフィオレンティーナにアウェーゴール差で敗れ、リーグ戦では9節を終えて3勝4分2敗の7位と失望を残した。11月5日、UEFAヨーロッパリーグのFKヴェンツピルスとの試合を1-1の引き分けで終えた後、低調な成績を理由に辞任を求める声が高まり、引責辞任した。彼の在職期間はクラブ史上2番目の長さであった。

### ポルトガル代表

#### 2010-2014
2010年9月20日、UEFA EURO 2012予選の低調な滑り出しを理由に解任されたカルロス・ケイロス監督の後釜として、2012年までの契約でポルトガル代表監督に就任した。契約は2012年7月までとなる。初采配となった10月8日のデンマーク戦には3-1で勝利した。11月17日には2010 FIFAワールドカップ王者のスペインをホームの親善試合で4-0で破った。
2014年のFIFAワールドカップブラジル大会では、初戦のドイツ戦で0-4の大敗を喫したのがたたり、1勝1敗1分でグループリーグ敗退となった。ワールドカップの後も監督に留まったが、UEFA EURO 2016予選の初戦となった9月7日のホームのアルバニア戦で0-1と敗れ、2014年9月11日に監督を解任された。解任となったが、カリスマ性もあり、また言葉に裏打ちされた経験と分析力は、クリスティアーノ・ロナウドをはじめ代表選手の多くから慕われていた。当時のポルトガル代表をマネジメントしその後のポルトガル代表の礎を築いた。

### クルゼイロ

#### 2016シーズン
2016年5月11日、クルゼイロECの監督に就任した。だが、成績不振を受けて同年7月に解任された。

### オリンピアコス

#### 2016-17シーズン
2016年8月11日、ギリシャ・スーパーリーグのオリンピアコスの監督に就任することが発表された。契約期間は2年となっている。しかし当時チームは国内カップ準決勝進出、ヨーロッパリーグベスト16の成績、リーグで首位だったが、2017年3月5日にPAOKに敗れ、解任された。

### 重慶力帆

#### 2017シーズン
2017年12月11日、重慶当代力帆足球倶楽部の監督に就任。だが、成績不振により2018年7月21日に解任された。

### 韓国代表
2018年8月17日、韓国代表監督に就任した。
2022年、カタールW杯をもって退任を発表した。チームとしてはグループリーグを2位で通過し決勝リーグに進出したが､1回戦でブラジルに1-4で敗退した｡

### アラブ首長国連邦代表
2023年7月9日、3年契約でサッカーアラブ首長国連邦代表の監督に就任した。
2025年3月26日、成績不振により解任された。

## 代表歴

### 出場大会
- ポルトガル代表
  - 2002 FIFAワールドカップ

### 試合数
- 国際Aマッチ 35試合 0得点（1992年-2002年）[32]

| ポルトガル代表 | 国際Aマッチ | 国際Aマッチ |
| 年             | 出場        | 得点        |
| -------------- | ----------- | ----------- |
| 1992           | 1           | 0           |
| 1993           | 0           | 0           |
| 1994           | 1           | 0           |
| 1995           | 1           | 0           |
| 1996           | 4           | 0           |
| 1997           | 2           | 0           |
| 1998           | 4           | 0           |
| 1999           | 6           | 0           |
| 2000           | 7           | 0           |
| 2001           | 3           | 0           |
| 2002           | 6           | 0           |
| 通算           | 35          | 0           |

## タイトル

### 選手
CFエストレラ・アマドーラ
- タッサ・デ・ポルトガル : 1989-90

SLベンフィカ
- タッサ・デ・ポルトガル : 1995-96

スポルティング・クルーベ・デ・ポルトゥガル
- スーペル・リーガ : 2001-02
- タッサ・デ・ポルトガル : 2001-02
- スーペルタッサ・カンディド・デ・オリベイラ : 2002

### 指導者
スポルティング・クルーベ・デ・ポルトゥガル
- タッサ・デ・ポルトガル : 2006-07, 2007-08
- スーペルタッサ・カンディド・デ・オリベイラ : 2007, 2008

オリンピアコスFC
- ギリシャ・スーパーリーグ : 2016-17

韓国代表
- EAFF E-1サッカー選手権 : 2019

### 個人
- CNIDアワード ブレイクスルーコーチ : 2005-06